# 氷室冴子
氷室 冴子（ひむろ さえこ、本名：碓井 小恵子〈うすい さえこ〉、1957年〈昭和32年〉1月11日 - 2008年〈平成20年〉6月6日）は、日本の小説家。
1980年代から1990年代にかけて集英社コバルト文庫を代表する看板作家であり、かつては正本ノン、久美沙織、田中雅美とあわせてコバルト四天王と呼ばれていた。

## 生涯
北海道岩見沢市出身。北海道岩見沢東高等学校を経て藤女子大学文学部国文学科へ進学。当時の知的流行であった構造主義に傾倒し、志賀直哉の文庫本をバラして一日1ページのペースで文章を一字一句に至るまで解析する学究生活を送る。大学3年の夏に賞金目当てで第10回「小説ジュニア青春小説新人賞」へ応募して佳作を受賞。その時点では職業作家を目指していなかったものの、このときの受賞作「さようならアルルカン」で、1977年（昭和52年）に小説家としてデビュー、翌年には初の単行本『白い少女たち』が刊行される。
卒論では堀辰雄を論じた。1979年（昭和54年）に大学は卒業するがオイルショックの影響で就職ができず、母親と喧嘩して家を出て札幌で高校時代からの友人2人と共同生活を始める。手元にあったのは『白い少女たち』の印税60万円であり、家賃から雑費まですべて含めて月1万9000円の貧乏生活を開始。月に1本のペースで小説を書いては出版社に送りつける。1980年（昭和55年）4月に刊行された学園コメディー『クララ白書』の印税を手にしたときは銀行預金の残高が4万円しか残っていなかった。
その後、宝塚歌劇をモデルにした漫画『ライジング!』の原作を手がけることになり、1981年（昭和56年）、取材のため兵庫県宝塚市へ転居。小説家であることを隠してファンクラブに潜入し、若手スターの追っかけをしながら原稿を執筆する。1年ほど宝塚で暮らし、ファンクラブ内では準幹部まで出世している。
『雑居時代』（1982年7月刊）が版を重ねることで職業作家としての道が確立、1982年（昭和57年）に札幌に戻ったが、長距離電話代の請求額にショックを受けて1985年（昭和60年）に上京。これと並行して隔月雑誌『小説コバルト』に『ざ・ちぇんじ!』『シンデレラ迷宮』などを発表。『なんて素敵にジャパネスク』シリーズで一躍集英社コバルト文庫の看板作家としての地位を確立し、少女小説ブームの立役者として活躍した。“少女小説家”という言葉の生みの親でもあり、小説『少女小説家は死なない!』を83年に著している。
古代日本を舞台に設定したファンタジー『銀の海 金の大地』シリーズ、小学校時代を舞台にした半自伝小説『いもうと物語』、結婚を迫る母親との攻防戦を描いたエッセイ『冴子の母娘草』などの作品もある。次第に『Cobalt』以外にも活動の場を広げ、徳間書店のアニメ情報誌『アニメージュ』で連載した『海がきこえる』は1993年（平成5年）にスタジオジブリでアニメ化された。
1990年代後半以降は体調を崩しがちになり、目立った執筆活動はなかった。2000年代は漫画賞の選考委員などを行っていた。2001年に雑誌コバルトの取材で斎宮歴史博物館を訪れ学芸員と対談、斎宮を舞台にした平安時代小説の新作の構想で盛り上がったという。2008年（平成20年）6月6日午前9時、肺癌で死去した。51歳没。
生前親交の深かった日本橋学館大学（千葉県柏市）の田中二郎准教授に約850冊の本を譲っていた縁で、2009年10月24日、同大学で「氷室さんを偲ぶ一日」が開かれ、田中准教授は「思い出を語る会」で氷室のパワフルに過ごした私生活などを紹介した。また同大学図書館では、寄贈された本や氷室が愛用したパソコン・キーボード、原稿用紙などを公開する展示企画「氷室冴子の世界 ～寄贈本と思い出の品～」を同年9月中旬から10月末まで開催していたが、読売新聞や千葉日報で紹介されるなどしたため、11月末まで展示は続けられることになった。
2017年、岩見沢市では氷室冴子の功績をたたえ「氷室冴子青春文学賞」を創設することになった。

## 作風と影響
最初期の『さようならアルルカン』やミッションスクールの寄宿舎を舞台にしてそれぞれの内面を抱えた3人の少女の精神的な交流を描いた『白い少女たち』には、少女小説の元祖的存在である吉屋信子の強い影響が認められる。また、子供の頃から少女漫画を愛読しており、萩尾望都らの影響を受けたと語っている。萩尾らが少女漫画で「虚構の少年」、男女どちらからも自由な新しいイメージを描いたことに感銘を受け、しかし、男の子はうらやましい、男の子に対して現実の女の子は人生の主役にもなれないし物語の主役にもなれないと感じ、少女を主人公にした「少女小説」を意識して書くようになった。大塚英志は、氷室や久美沙織らが少女小説に「アニメのような小説」、「少女まんがのような小説」を持ち込んだと述べている。
氷室以前に、平安時代を舞台にしたものは歴史小説が主で、創作キャラクターが活躍する小説はほとんどなかった。氷室は、現代的な感覚のヒロインが平安時代で活躍するというスタイルを確立した。平安時代に育った人物は平安時代の感覚を持つはずであり、現代の女子高生のような感覚の主人公が平安時代にいるという設定は本来不自然であるが、氷室は並々ならぬ歴史・古典知識と愛情、綿密なストーリー構成によってその壁を超えた（同様の挑戦を行った作品として、荻原規子の児童文学「勾玉三部作（1988 ‐ 1996年）」がある）。氷室の歴史ものは「古典の現代的再生」に成功した希有な例であり、その後の少女小説やライトノベル、漫画における平安もの、歴史ものに大きな影響を与えた。ブロガーのペトロニウスは、「平安朝の貴族文化を現代風にアレンジしてエンターテイメントにする手法」のフォーマットの始まりは氷室作品で、これは広く一般化しており、D.キッサンのマンガ『千歳ヲチコチ』（2011年 ‐ 2016年） のような近年の作品は、このフォーマットが深く浸透している前提で、平安時代の風習の説明も省いていると指摘している。氷室作品が古典や歴史に興味を持つきっかけになった人も多く、斎宮歴史博物館の榎村寛之は、「『古典や歴史の研究を志したきっかけは、氷室先生の作品に接したことでした』という研究者は、特に若手の女性研究者を中心に少なくないようです」と述べている。
『Cobalt』2006年2月号で行われた、同誌で活躍中の作家に初めて読んだコバルト文庫作品を尋ねるアンケートで、今野緒雪、金蓮花、倉世春らが氷室の作品を挙げており、氷室による現代少女小説の流れは次の世代の作家たちに受け継がれていると言える。
漫画家・青山剛昌原作の『名探偵コナン』87巻に収録の『蘭GIRL』と『新一BOY』は、氷室の『なぎさボーイ』と『多恵子ガール』を元ネタとしており、青山は、「『なぎさボーイ』を読んだ後で『多恵子ガール』を読み、『女の子ってこんなこと考えてたんだ。おもしれー』と感動し、いつかオレもこんな連載を描いてみたいなぁと思っていたら30年もたってしまった…（笑）」と話している。

## 作品

### 小説
版元未表記は全て集英社文庫コバルトシリーズ（コバルト文庫）
- 白い少女たち 1978年
- さようならアルルカン 1979年 - 表題のデビュー作を含む短編集
収録作品は「さようならアルルカン」「アリスに接吻を」「誘惑は赤い薔薇」「妹」
- クララ＆アグネス白書
  - クララ白書 1980年
  - クララ白書ぱーとII 1980年
  - アグネス白書 1981年
  - アグネス白書ぱーとII 1982年
- 恋する女たち 1981年
- 雑居時代 上・下巻 1982年
- ざ・ちぇんじ! 前編・後編 1983年
- シンデレラシリーズ
  - シンデレラ迷宮 1983年
  - シンデレラ ミステリー 1984年
- 少女小説家は死なない! 1983年
- なんて素敵にジャパネスク シリーズ
- 蕨ヶ丘物語 1984年
- ボーイ・ガールシリーズ - 蕨ヶ丘物語と同舞台
  - なぎさボーイ 1984年
  - 多恵子ガール 1985年
  - 北里マドンナ 集英社 1988年 のち集英社文庫 1991年
- ヤマトタケル 1986年
- 冬のディーン 夏のナタリー1-3 1988-1993年
- レディ・アンをさがして 角川文庫 1989年
- 碧（あお）の迷宮 上 角川文庫 1989年。続編は未刊
- いもうと物語 新潮社、1991年 のち新潮文庫 1994年
- ターン―三番目に好き 集英社、1991年 のち集英社文庫 1994年
- 銀の海 金の大地 シリーズ全11巻。集英社オレンジ文庫で再刊 2025年
- 海がきこえる1・2 徳間書店 1993-1995年 のち徳間文庫 新版2023年
- あひるの王様 朝日新聞社 1998年（アンソロジー『少女物語』に収録）
- 月の輝く夜に／ざ・ちぇんじ!　2012年 - 『ざ・ちぇんじ!』と文庫未収録3作品を収録した作品集
収録作品「月の輝く夜に」「ざ・ちぇんじ!」「少女小説家を殺せ!（少女小説家は死なない！番外編）」「クララ白書番外編 お姉さまたちの日々」
- さようならアルルカン／白い少女たち-氷室冴子初期作品集- 集英社 2020年
収録作品「さようならアルルカン」「あなたへの挽歌」「おしゃべり」「悲しみ・つづれ織り」「私と彼女」「白い少女たち」

#### 単行本未収録作品
- 三年 - 『ショートショートランド』1984年9・10月号掲載
- 薔薇色同盟 - 『月刊カドカワ』1985年7月号掲載
- 誕生石 - 『月刊カドカワ』1987年2月号-1988年9月号連載

### エッセイ
- 冴子の東京物語 集英社 1987年、集英社文庫 1990年、中公文庫 2022年

『青春と読書』（1985年2月号-1987年3月号連載）
- プレイバックへようこそ 角川書店 1989年、角川文庫 1991年

『月刊カドカワ』（1988年12月号-1989年5月号連載）
- プレイバックへようこそ2 角川書店 1990年、改題「委員物語」角川文庫 1991年

『月刊カドカワ』（1989年7月号-1990年2月号連載）
- ガールフレンズ―冴子スペシャル 集英社文庫コバルトシリーズ 1990年 - 対談集+αのバラエティブック
- マイ・ディア―親愛なる物語 角川文庫 1990年、河出文庫 2025年 - ブックガイドエッセイ
- いっぱしの女 筑摩書房 1992年、ちくま文庫 1995年、新版2021年

『ちくま』（1990年4月号-1992年1月号連載）
- 冴子の母娘草（ははこぐさ） 集英社 1993年、集英社文庫 1996年、新版2022年

『青春と読書』（1991年6月号-1993年2月号連載）
- ホンの幸せ 集英社 1995年、集英社文庫 1998年

### その他
翻訳
- 落窪物語 講談社 1993年、新版 2009年

共著
- 僕が好きなひとへ 海がきこえるより 近藤勝也共著 徳間書店 1993年

戯曲
- レディ・アンをさがして 角川文庫 1989年

### 漫画原作
- 螺旋階段をのぼって（香川祐美、小学館）
- ライジング!（藤田和子、小学館）
- ラブ・カルテット（谷川博実、集英社）

## 氷室作品を題材・原作とした作品

### ドラマ化
- なんて素敵にジャパネスク（主演：富田靖子）
- 海がきこえる〜アイがあるから〜（主演：武田真治、佐藤仁美）

### ラジオドラマ化
- なんて素敵にジャパネスク（NHK-FM 主演：小林聡美）

### 映画化
- クララ白書（主演：少女隊）
- 恋する女たち（主演：斉藤由貴）
- 「さよなら」の女たち（主演：斉藤由貴）

### アニメ化
- 海がきこえる（スタジオジブリ、主演：飛田展男・坂本洋子）

### 漫画化
- クララ白書（みさきのあ：小学館）
- アグネス白書（みさきのあ：小学館）
- なんて素敵にジャパネスク（山内直実：白泉社）
- 雑居時代（山内直実：白泉社）
- 蕨ヶ丘物語（山内直実：白泉社）
- ざ・ちぇんじ!（山内直実：白泉社）
- 月の輝く夜に（山内直実：白泉社）
- 少女小説家は死なない（にしざわみゆき：白泉社）
- 恋する女たち（南部美代子：集英社）

### 絵物語化
- シンデレラ迷宮（絵：いのまたむつみ、構成：成井豊、徳間書店）

### 舞台化
- レディ・アンをさがして
  - OSK日本歌劇団が1996年、煌みちるのトップお披露目公演として近鉄劇場で上演。
    - ラルフ・ベッカー役：煌みちる、レディ・アン役：湖上芽映。
- ざ・ちぇんじ!－新釈とりかえばや物語－
  - テアトル・エコーが2000年11月12 - 21日新宿南口紀伊国屋サザンシアターにて上演。
    - 壌晴彦脚色・演出。大谷美智浩脚本。綺羅姫：杉村理加、綺羅君：溝口敦。

  - 女性ミュージカル劇団「劇団スター・オブ・ドリームズ」が上演。
    - 1991年9月初演。2005年9月森之宮プラネットステーションにて15周年記念公演で再演。
    - 大浦薫演出。綺羅姫：響優、綺羅君：世羅雅。
- シンデレラ迷宮
  - 演劇集団キャラメルボックスが1994年、東京芸術劇場小ホール、新橋ヤクルトホールにて上演。
    - 久世龍之介演出。成井豊脚本。

## その他

### テレビ番組
- 『北海道道』「没後15年　氷室冴子をリレーする」（2023年6月23日 他、NHK札幌放送局）- 没後15年の特集が組まれ、7月9日には43分拡大版「氷室冴子をリレーする　少女たちよ自由に！没後15年・ベストセラー作家の人生と作品」が放送された[20]。